# Nikola Kovač
Nikola Kovač, pseud. "NiKo" (ur. 16 lutego 1997 w Brčko) – bośniacki profesjonalny gracz Counter-Strike 2. Zawodnik drużyny The Falcons. Były reprezentant formacji iNation, Team Refuse, mousesports i FaZe Clan. Drugi najlepszy gracz 2017 roku oraz najlepszy bośniacki e-sportowiec w historii gry. Uważany za najlepszego gracza na pozycji rifler oraz za jednego z najlepszych graczy w historii CS:GO. W swojej karierze zarobił ok. 1 miliona dolarów.

## Życiorys
Jego kariera rozpoczęła się w 2013 roku, kiedy dołączył do e-Sports.rs. 4 marca 2015 roku Nikola dołączył do organizacji Mousesports, z którą zakwalifikował się na turniej DreamHack Open Cluj-Napoca 2015, gdzie mousesports zajęło 9/12 miejsce, przegrywając z G2 Esports. 9 lutego 2017 NiKo opuścił niemiecką organizację i zasilił szeregi FaZe Clan. Wygrał z nią m.in. StarLadder i-League StarSeries Season 3, ESL One: New York 2017, ELEAGUE CS:GO Premier 2017, Esports Championship Series Season 4 Finals oraz EPICENTER 2018. Po ponad trzech latach, bo 28 października 2020 roku przeszedł do G2 Esports i został na tamten czas najdroższym graczem w historii CS:GO. Dzięki zmianie otoczenia mógł zagrać w jednej drużynie ze swoim kuzynem - Nemanja ''huNter'' Kovač.

## Wyróżnienia indywidualne
- Został wybrany 11 najlepszym graczem 2016 roku według serwisu HLTV[4].
- Został wybrany 2 najlepszym graczem 2017 roku według serwisu HLTV[5].
- Został wybrany 2 najlepszym graczem 2017 roku według serwisu Thorin's Top[6].
- Został wybrany 3 najlepszym graczem 2018 roku według serwisu HLTV[7].
- Został wybrany 2 najlepszym graczem 2018 roku według serwisu Thorin's Top[8].
- Został uznany najlepszym graczem turnieju StarLadder i-League StarSeries Season 3[9].
- Został uznany najlepszym graczem turnieju ESL One New York 2018[10].
- Został uznany najlepszym graczem turnieju ESL One Belo Horizonte 2018[11].
- Został uznany najlepszym graczem turnieju EPICENTER 2018[12].
- Został uznany najlepszym graczem turnieju BLAST Pro Series Miami 2019[13].
- Został uznany najlepszym graczem turnieju BLAST Pro Series Copenhagen 2019[14].
- Został wybrany 11 najlepszym graczem 2019 roku według serwisu HLTV[15].
- Został wybrany 4 najlepszym graczem 2020 roku według serwisu HLTV[16]
- Został wybrany 3 najlepszym graczem 2021 roku według serwisu HLTV[17]
- Został wybrany 5 najlepszym graczem 2022 roku według serwisu HLTV
- Został wybrany 2 najlepszym graczem 2023 roku według serwisu HLTV

## Osiągnięcia[18][19]
- 2 miejsce – CEVO Season 8 Professional
- 1 miejsce – Acer Predator Masters Season 2
- 3/4 miejsce – ELEAGUE Season 1
- 2 miejsce – Gfinity CS:GO Invitational
- 3/4 miejsce – ESL Pro League Season 4 – Finals
- 2 miejsce – IEM XI – World Championship
- 1 miejsce – StarLadder i-League StarSeries Season 3
- 2 miejsce – IEM XII – Sydney
- 2 miejsce – Esports Championship Series Season 3 – Finals
- 1 miejsce – ESL One: New York 2017
- 1 miejsce – ELEAGUE CS:GO Premier 2017
- 2 miejsce – IEM XII – Oakland
- 2 miejsce – ESL Pro League Season 6 – Finals
- 1 miejsce – Esports Championship Series Season 4 – Finals
- 2 miejsce – ELEAGUE Major: Boston 2018
- 2 miejsce – IEM XII – World Championship
- 3/4 miejsce – V4 Future Sports Festival – Budapest 2018
- 1 miejsce – IEM XIII – Sydney
- 3/4 miejsce – ESL Pro League Season 7 – Finals
- 3/4 miejsce – Esports Championship Series Season 5 – Finals
- 1 miejsce – ESL One: Belo Horizonte 2018
- 1 miejsce – EPICENTER 2018
- 2 miejsce – Intel Grand Slam Season 1
- 1 miejsce – ELEAGUE CS:GO Invitational 2019
- 1 miejsce – BLAST Pro Series: Miami 2019
- 2 miejsce – BLAST Pro Series: Los Angeles 2019
- 1 miejsce – BLAST Pro Series: Copenhagen 2019
- 3/4 miejsce – IEM XIV – Beijing
- 2 miejsce - PGL Major Stockholm 2021
- 2 miejsce - IEM Katowice 2022
- 3/4 miejsce - BLAST Premier Spring Finals
- 1 miejsce - BLAST Premier World Finals Abu Dhabi 2022
- 1 miejsce - IEM Katowice 2023
- 1 miejsce - IEM Cologne 2023
- 3/4 miejsce - PGL Major Copenhagen 2024
- 3/4 miejsce - IEM Chengdu 2024
- 1 miejsce - IEM Dallas 2024
- 2 miejsce - Esports World Cup 2024
- 3/4 miejsce – ESL Pro League Season 20
- 1 miejsce BLAST Premier: Fall Final 2024
- 1 miejsce BLAST Premier: World Final 2024
- 3/4 miejsce Perfect World Shanghai Major 2024
- 2 miejsce - PGL Cluj-Napoca 2025
- 1 miejsce - PGL Bucharest 2025